# سیارک ۵۷۵۹
سیارک ۵۷۵۹ (به انگلیسی: 5759 Zoshchenko، نامگذاری:1980BJ4) پنج هزار و هفتصد و پنجاه و نهمین سیارک کشف شده‌است که در ۲۲ ژانویه ۱۹۸۰ کشف شد.
قدر مطلق سیارک برابر ۱۲٫۴۰ است.